# Windermere (British Columbia)
Windermere ist eine Siedlung im Südosten der kanadischen Provinz British Columbia. Sie liegt südlich der Distriktgemeinde Invermere am Windermere Lake und ist verwaltungstechnisch nicht eigenständig (englisch unincorporated community). Entlang dem Ort führen der Highway 93 und der Highway 95, welche hier auf einer gemeinsamen Strecke geführt werden. Windermere liegt an dem Highway ca. 16 Kilometer nördlich von Fairmont Hot Springs.

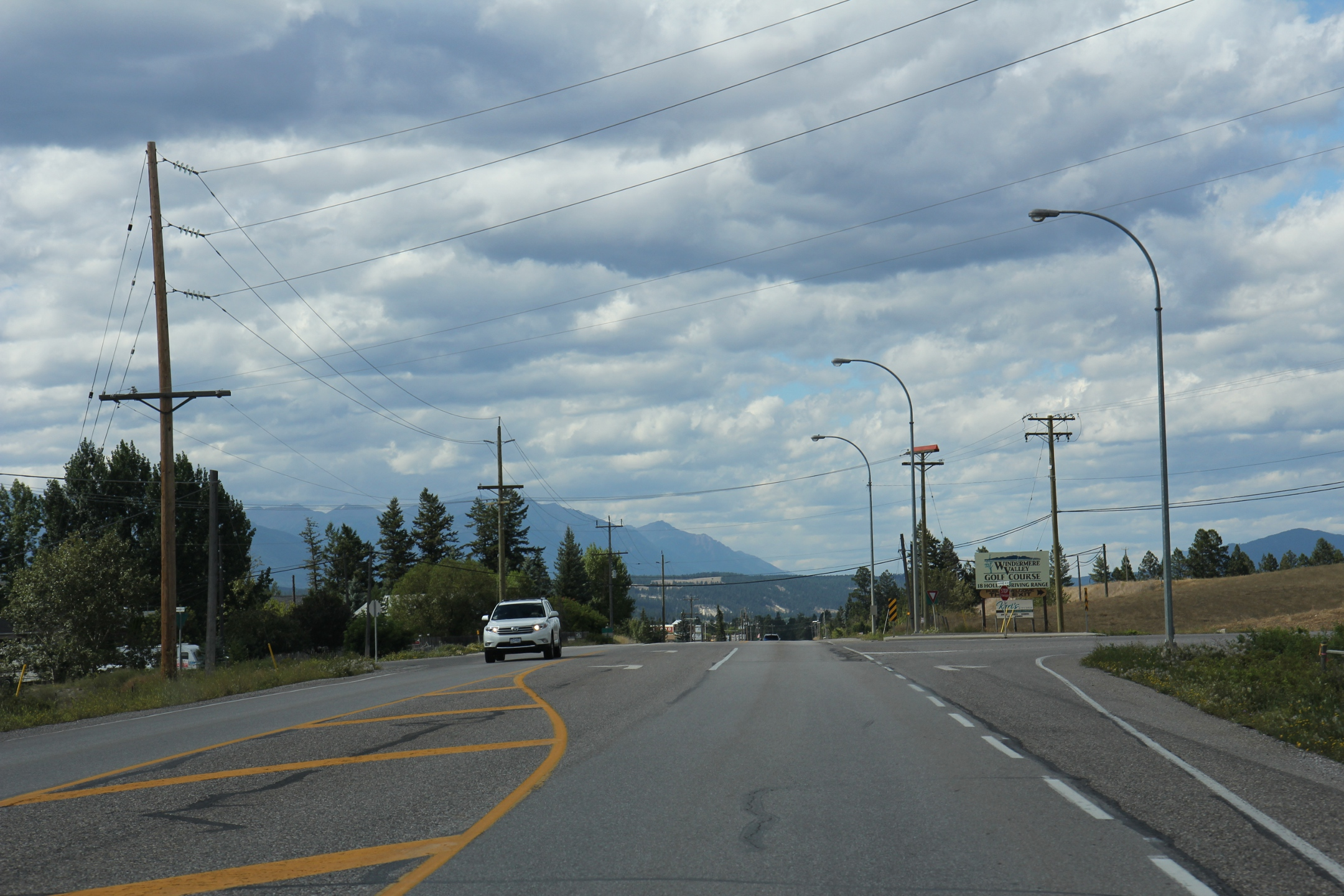
Blick in nordwestlicher Richtung am Highway BC93/BC95 in Windermere

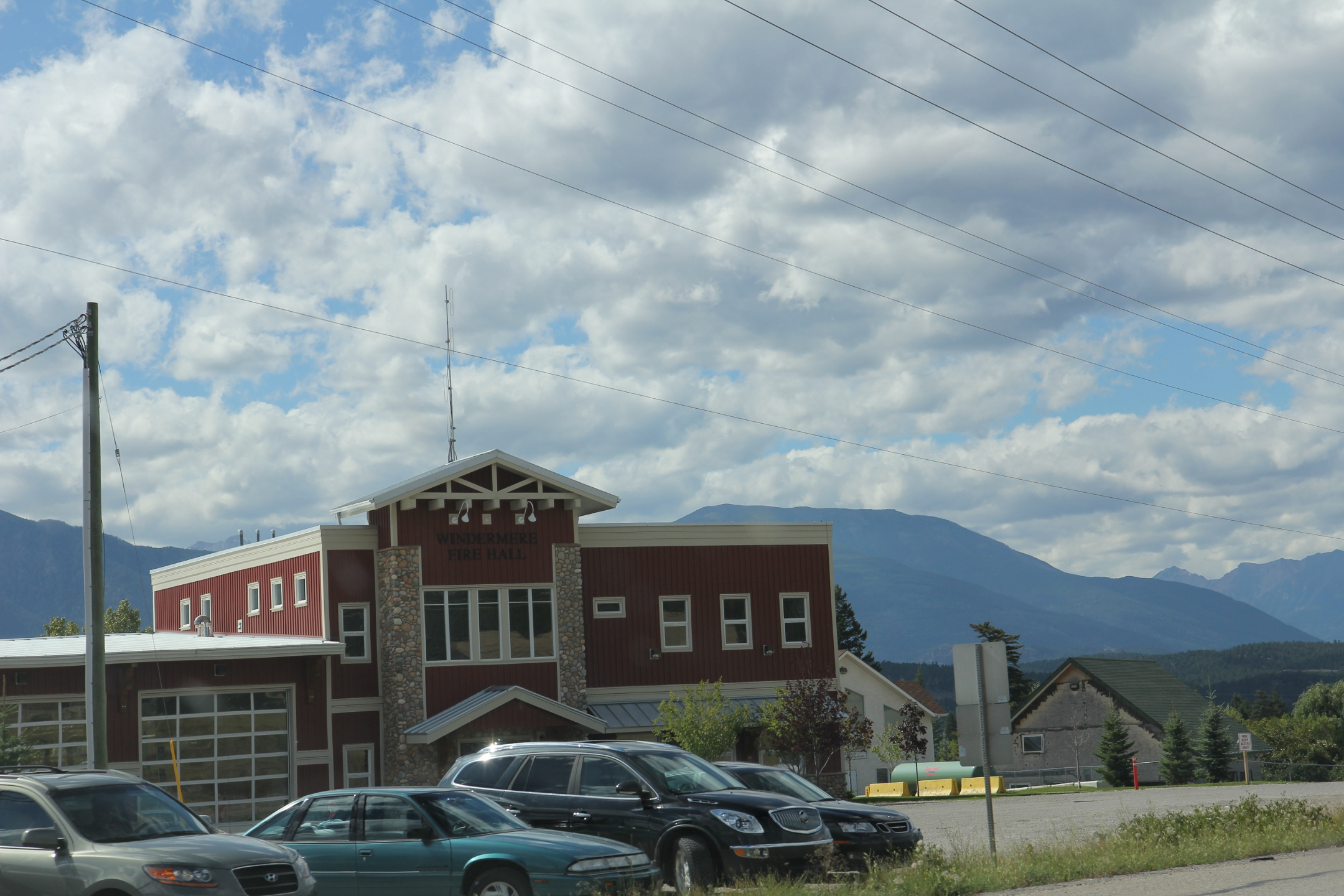
Feuerwehrhaus in Windermere

## Geschichte
Der Ort ist einer von wenigen im Columbia Valley, der seinen alten Namen behalten hat. Den Namen erhielt der Ort 1883 von Gilbert Malcom Sproat, der auch dem gleichnamigen See diesen Namen gab.
1887 wurde der neue Ort mit Hilfe von Pferden mit Post versorgt. Ein Jahr später baute George Starke das Hotel am Ort. 1890 wurden das erste Warenhaus und ein Steg am Seeufer errichtet. Drei Jahre später folgten die Schmiede von Hufschmied George Geary und ein Rasthof.
Die erste Schule startete um 1900. Im gleichen Jahr kam der erste Arzt, Robert Elliott, nach Windermere. Im Jahre 1899 zog die St.-Peter-Kirche von Donald nach Windermere um. Dies geschah auf Veranlassung von Rufus Kimpton, der mit seiner Frau zuvor in Donald gewohnt hatte. Angeblich hatte sich seine Frau so sehr nach der Kirche gesehnt, dass Kimpton die Kirche aus der alten Heimat „stehlen“ ließ. Daher ist die Kirche auch unter dem Namen Stolen Church bekannt.
Die Columbia Lumber Company kam Anfang des 20. Jahrhunderts mit vielen Holzfällern in das Tal. Weiter kamen Leute nach Windermere, um dort Bauernhöfe zu errichten und Landwirtschaft zu betreiben, aber auch, um Gold zu waschen. Viele der Siedler kamen aus England, aber es gab immer ganz unterschiedliche Herkünfte der Bevölkerung.
1956 wurde eine Handelskammer eingerichtet, 1958 entstand die Windermere Historical Society.
Einige der alten Häuser existieren noch heute.

## Demographie
Der Zensus im Jahr 2011 ergab für die Ansiedlung eine Bevölkerungszahl von 1019 Einwohnern. Die Bevölkerung war dabei im Vergleich zum letzten Zensus im Jahr 2006 um 19,1 Prozent geschrumpft, während die Bevölkerung in der Provinz Britisch Columbia gleichzeitig um 7,0 Prozent angewachsen war. Das Medianalter der Anwohner lag bei 50,3 Jahren, während es in der Provinz bei 41,9 Jahren lag.
Beim Zensus 2016 ergab sich eine Anzahl von 1092 Einwohnern.

## Verkehr
Der öffentliche Personennahverkehr wird regional durch das „Columbia Valley Transit System“ angeboten, welches von BC Transit betrieben wird. Das „Columbia Valley Transit System“ bietet zwei Verbindungen an:
- North Connector (Edgewater–Radium Hot Springs–Invermere) und
- South Connector (Invermere–Windermere–Fairmont Hot Springs–Canal Flats)

## Sehenswürdigkeiten
- Creekside Flower Gardens
- Windermere Valley Museum
- James Chabot Provincial Park